# Seurajärvi
Seurajärvi är en sjö i kommunen Nyslott i landskapet Södra Savolax i Finland. Arean är 46 hektar och strandlinjen är 4,6 kilometer lång. Sjön  ingår i Vuoksens huvudavrinningsområde.   Den ligger omkring 86 kilometer öster om S:t Michel och omkring 290 kilometer nordöst om Helsingfors. 